# Lisa Post
Lisa Post (Veldhoven, 27 januari 1999) is een Nederlands hockeyspeelster. In clubverband is ze actief als verdediger bij SCHC. Sinds 2019 speelt Post voor de Nederlandse hockeyploeg.

## Biografie
Lisa Post werd geboren in Veldhoven en groeide op in Eindhoven. Post kwam uit voor Oranje-Rood, maar na degradatie verliet ze de club. Sinds 2019 komt ze uit voor SCHC in de Hoofdklasse.
Post debuteerde in 2019 in de Nederlandse hockeyploeg in het eerste seizoen van de Hockey Pro League. Daarvoor had ze alle jeugdselecties doorlopen. Met Jong Oranje won ze op het EK 2017 in Valencia een gouden medaille. In 2023 mocht Post met haar land aantreden op het EK 2023 in Mönchengladbach, ondanks dat ze in eerste instantie niet de definitieve selectie haalde. Op dit eindtoernooi won Post met haar land een gouden medaille. In 2024 won Post opnieuw de Hockey Pro League met Nederland.  Datzelfde jaar werd Post geselecteerd door bondscoach Paul van Ass voor de Olympische Spelen.

## Internationale erelijst
- Hockey Pro League 2019
- Hockey Pro League 2020-2021
- WK Hockey 2022 (als reserve) in Amstelveen en Terrasa
- Hockey Pro League 2022-2023
- EK Hockey 2023 in Mönchengladbach
- Hockey Pro League 2023-2024
- Olympische spelen 2024 in Parijs
- Hockey Pro League 2024-2025
- EK Hockey 2025 in Mönchengladbach

Felice Albers ·  
Joosje Burg  ·  
Pien Dicke ·  
Luna Fokke ·  
Yibbi Jansen ·  
Marleen Jochems ·  
Sanne Koolen ·  
Renée van Laarhoven ·  
Frédérique Matla ·  
Freeke Moes ·  
Laura Nunnink ·  
Lisa Post ·  
Pien Sanders ·  
Marijn Veen ·  
Anne Veenendaal (K) ·  
Maria Verschoor ·  
Xan de Waard  ·  
Coach: Paul van Ass